# Kepler-13
Kepler-13 eller KOI-13, är en trippelstjärna belägen i den norra delen av stjärnbilden Lyran. Den har en kombinerad skenbar magnitud av ca 9,95 och kräver ett teleskop för att kunna observeras. Baserat på parallax enligt Gaia Data Release 2 på ca 1,91 mas, beräknas den befinna sig på ett avstånd på ca 1 700 ljusår (ca 520 parsek) från solen. Den rör sig närmare solen med en heliocentrisk radialhastighet på ca -9 km/s.

## Egenskaper
Primärstjärnan Kepler-13 A är en vit till blå stjärna i huvudserien av spektralklass A0. Den har en massa som är ca 1,72 solmassa, en radie som är ca 1,71 solradie och har en effektiv temperatur av ca 7 700 K. Följeslagaren Kepler-13 B är en vit till blå stjärna med en massa som är ca 1,68 solmassa, en radie som är ca 1,68 solradie och har en effektiv temperatur av ca 7 500 K.

## Observationer
Stjärnans mångfaldighet upptäcktes 1904 av Robert Grant Aitken vid Lick Observatory. Han mätte upp en separation mellan A- och B-komponenterna på ungefär en bågsekund och en positionsvinkel på 281,3°. Den relativa positionen för de två visuella komponenterna i förhållande till varandra har förblivit konstant sedan 1904. Mätningar av radiell hastighet gjorda med SOPHIE échelle-spektrografen vid Haute-Provence Observatory visade ytterligare en följeslagare som kretsar kring Kepler-13 B. Denna följeslagare har en massa på mellan 0,4 och 1 solmassa och har en omloppsperiod på 65,831 dygn med en excentricitet på 0,52.

## Planetsystem
I omlopp kring Kepler-13 A, kretsar en het Jupiter som exoplanet och upptäcktes med Keplerteleskopet 2011. Den bekräftades som en planet genom mätning av Dopplerstrålningseffekten på Kepler-ljuskurvan. Planeten har en radie på mellan 1,5 och 2,6 jupiterradie och är en av de största kända exoplaneterna.  
Planeten är sannolikt tidvattenlåst till moderstjärnan. År 2015 uppskattades den planetariska nattemperaturen vara 2 394 ± 251 K.
En studien 2012 har, med användning av en Rossiter-McLaughlin-effekt, fastställt att planetbanan är svagt skild från stjärnans ekvatorialplan med 24 ± 4°. Planettransiteringarna förändras varaktig över tiden, vilket sannolikt orsakas av planetens interaktion med dess värdstjärna.
| Planet | Massa          | Halv storaxel (AE) | Siderisk omloppstid (d) | Excentricitet     | Inklination    | Radie            |
| ------ | -------------- | ------------------ | ----------------------- | ----------------- | -------------- | ---------------- |
| b      | 9,28 ± 0,16 MJ | 0,03641 ± 0,00087  | 1,763588 ± 0,000001     | 0,00064 ± 0,00012 | 86,770 ± 0,048 | 2,216 ± 0,087 RJ |